# Dorothy Harrison Eustis
Dorothy Leib Harrison Wood Eustis (Filadelfia, 30 de mayo de 1886 - Nueva York, 8 de septiembre de 1946) fue una criadora de perros y filántropa estadounidense que fundó The Seeing Eye, la primera escuela de perros guía para ciegos en los Estados Unidos.

## Biografía
Eustis vivía en Suiza  en 1927, donde criaba y entrenaba pastores alemanes para utilizarlos como perros policía, cuando escribió un artículo para The Saturday Evening Post. En el texto describía una escuela alemana de entrenamiento de perros guía para veteranos ciegos de la Primera Guerra Mundial, lo que desató una avalancha de correos, incluyendo una carta de un joven ciego de 20 años llamado Morris Frank, que le prometió ayudar a establecer una escuela en los Estados Unidos si lo entrenaba para usar un perro guía. Eustis invitó a Frank a Suiza, donde pasó cinco semanas aprendiendo a trabajar con Buddy, el primero de sus seis perros guía (todos llamados Buddy). Un año después, Eustis y Frank fundaron The Seeing Eye en la ciudad natal de Frank, Nashville, Tennessee.
Eustis continuó desempeñando un papel activo en los asuntos de The Seeing Eye hasta 1940, cuando renunció a la presidencia y asumió el cargo de presidente honorario y miembro de la junta de consejo. Falleció el 8 de septiembre de 1946.
Su trabajo ayudó a generar escuelas de entrenamiento para perros guía en los Estados Unidos y en todo el mundo, también allanó el camino para el uso de animales de servicio para ayudar a las personas con todo tipo de discapacidades. Debido a que The Seeing Eye se negaba a ver a sus alumnos como casos de caridad, también se le atribuye a Eustis haber ayudado a cambiar la actitud pública hacia los discapacitados y contribuir al movimiento por los derechos de las personas con discapacidad que comenzó en la década de 1970.  Entre otros reconocimientos recibidos, fue elegida para formar parte del National Women's Hall of Fame en 2011.